# NGC 6788
NGC 6788 est une vaste galaxie spirale située dans la constellation du Télescope. Sa vitesse par rapport au fond diffus cosmologique est de 3 088 ± 11 km/s, ce qui correspond à une distance de Hubble de 45,5 ± 3,2 Mpc (∼148 millions d'al). NGC 6788 a été découverte par l'astronome britannique John Herschel en 1834.
La classe de luminosité de NGC 6788 est I-II et elle présente une large raie HI. 
NGC 6788 forme une paire de galaxies avec IC 4856,.
À ce jour, 13 mesures non basées sur le décalage vers le rouge (redshift) donnent une distance égale à 44,823 ± 5,150 Mpc (∼146 millions d'al), ce qui est à l'intérieur des valeurs de la distance de Hubble.

## Deux anneaux mystérieux

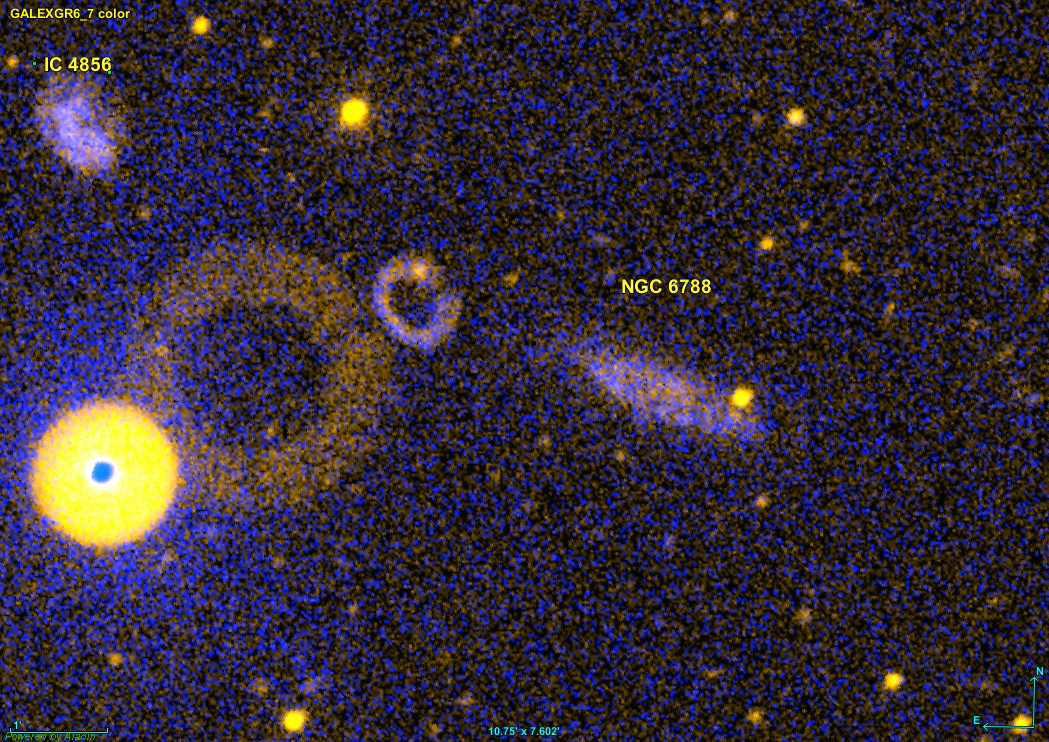
NGC 6788, IC 4856 et deux anneaux mystérieux.

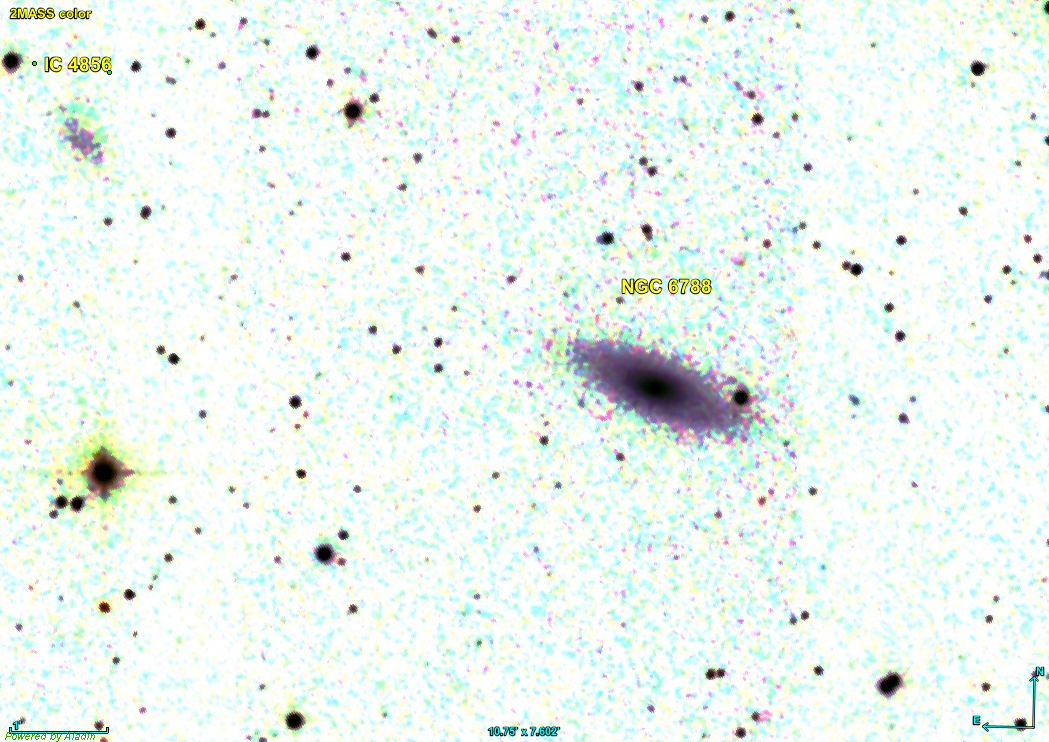
Image négatif dans le domaine de l'infrarouge de NGC 6788 et IC 4856 (2MASS).

L'image réalisée à l'aide des données captées par GALEX dans le domaine de l'ultraviolet montre deux anneaux mystérieux au sud-ouest d'IC 4856 et à l'est de NGC 6788. Le logiciel Aladin ne peut identifier ces objets. Il s'agit probablement d'artéfacts produits par l'instrumentation, car on retrouve quelquefois ces anneaux près d'étoiles brillantes dans les images de GALEX. Ces anneaux n'apparaissent ni sur l'image en infrarouge ni sur celle en lumière visible.